# Морока (фильм)
«Морока» (другое название — «Две силы») — советский художественный фильм, снятый режиссёрами Юрием Таричем и Евгением Ивановым-Барковым на 3-й фабрике Госкино.
Премьера фильма состоялась 11 октября 1925 года.

## Сюжет
Социально-бытовая драма о борьбе комсомольцев против старого образа жизни, религиозных суеверий и предрассудков. Первые годы советской власти. В глухой деревне сельские комсомольцы-активисты с помощью стенгазеты и других средств массовой агитации пытаются вести разъяснительную работу среди крестьян. Однако жители деревни по старой привычке всё ещё обращаются со всеми своими невзгодами к мельнику Кудимычу, хитрому старику, занимающемуся ворожбой.
Приехавший на побывку красноармеец Фёдор Рубакин помогает молодежи деревни разоблачить мельника-знахаря Кудимыча.
Действие в картине происходит зимой и отражает жизнь глухой русской глубинки.

## В ролях
- Мстислав Котельников — Фёдор Рубакин, красноармеец
- Александр Жуков — Яшка Бухвалов
- Иван Качалов — отец Яшки
- Софья Яковлева — Груня Климова
- Татьяна Барышева — крестьянская девушка, подруга Груни
- Василий Аристов — Ерёмка
- Надежда Ковалёва — Луша, жена Фёдора
- А. Отрадин — Степан Елимов
- Константин Ефимов — Лягавый, оборванец
- Александр Андреев — Кудимыч, мельник
- А. Днепрова — Макариха
- С. Злобин — Шурка, комсомолец
- А. Гайлеш — поп
- Владимир Макаров
- Клавдия Чебышёва